# Sonnenstein (Bornholm)
Sonnensteine sind etwa handgroße Steinplatten, in die Ornamente eingeritzt sind, die der Sonne ähneln.

## Beschreibung
Archäologen entdeckten in den 2010er Jahren auf Bornholm etwa 600 Steinplatten mit Ritzzeichnungen. Die meisten Ritzungen waren strahlenförmig wie die Strahlen der Sonne. Wenige etwa rechteckige Funde hatten Pflanzenmotive eingeritzt. Eine Untersuchung mit der 14C-Datierungen und in den Platten vorhandene Keramikfragmente legten nahe, dass die Platten etwa 2900 v.Ch. gefertigt wurden und in der Erde vergraben wurden. Der Zeitpunkt stellte das Ende der Trichterbecherkultur dar. Die Rundsiedlung beim Fundort Vasagård erhielt in dieser Zeit Palisaden, was darauf schließen lässt, dass es eine Periode von Umbrüchen war.
Sonnensteine sind auch vom Ringwall von Rispebjerg bekannt.

## Vermuteter Grund für die Anfertigung
Forscher der Universität Kopenhagen untersuchten Bohrkerne aus Grönland und der Antarktis sowie die Form von Baumringen und stellten fest, dass der Zeitpunkt mit dem Ausbruch eines großen Vulkans übereinstimmt. Die Asche des Vulkans breitete sich in der Atmosphäre aus und verursachte eine verminderte Sonneneinstrahlung, so dass auch im Sommer Frost vorkam. Die Forscher vermuten, dass die Sonnensteine Opfergaben an Götter darstellten, die so um eine Verbesserung der Situation gebeten wurden. Es könnte sich auch um Dankesgaben handeln, nach der Rückkehr der Sonne.